# Tierra (película de 1995)
Tierra es una película española dirigida por Julio Medem, estrenada en mayo de 1996. Sus protagonistas son Carmelo Gómez y Emma Suárez. La cinta participó en el Festival de Cannes de 1996.

## Sinopsis
Un hombre, Ángel, se considera a sí mismo mitad hombre, mitad ángel, medio vivo, medio muerto, y cree que su conciencia está regida por una voz que le habla desde el cosmos. Llega a una comarca con el encargo de fumigar, y acabar de ese modo con la plaga de cochinilla que imprime al vino sabor a tierra. Dos mujeres muy diferentes, una, joven, descarada y soltera, la otra, tímida y casada, despiertan sus instintos de forma que cada una responde a los dos aspectos de su compleja personalidad: la ardiente y la romántica.

## Reparto
| Intérprete          | Personaje        |
| ------------------- | ---------------- |
| Carmelo Gómez       | Ángel Bengoelxeo |
| Emma Suárez         | Ángela           |
| Karra Elejalde      | Patricio         |
| Silke               | Mari             |
| Nancho Novo         | Alberto          |
| Txema Blasco        | Tomás            |
| Ane Sánchez         | Ángela Hija      |
| Juan José Suárez    | Manuel           |
| Ricardo Amador      | Charly           |
| César Vea           | Miñón            |
| Pepe Viyuela        | Ulloa            |
| Alicia Agut         | Cristina         |
| Miguel Palenzuela   | Tío Ángel        |
| Vicente Haro        | Alcalde          |
| Adelfina Serrano    | Concha           |
| José Amador         | Tony             |
| Montse García Romeu | Mujer Miñón      |

## Recepción
En España se puede ver a través de HBO Max y FlixOlé.

## Premios
- Premio Goya a la mejor música original para Alberto Iglesias (1996).
- Premio Goya a los mejores efectos especiales para Reyes Abades (1996).
- Premio a la mejor película española en los Premios OLID de Valladolid (1996).
- Mención especial de la Crítica en el Festival Internacional de Sao Paulo, Brasil (1997).